# Corod
Corod est une commune roumaine située dans le județ de Galați.